# Carlo Di Stefano
Carlo Di Stefano (Roma, 28 maggio 1923 – Roma, 24 aprile 2008) è stato un regista teatrale, regista televisivo e regista radiofonico italiano.

## Biografia

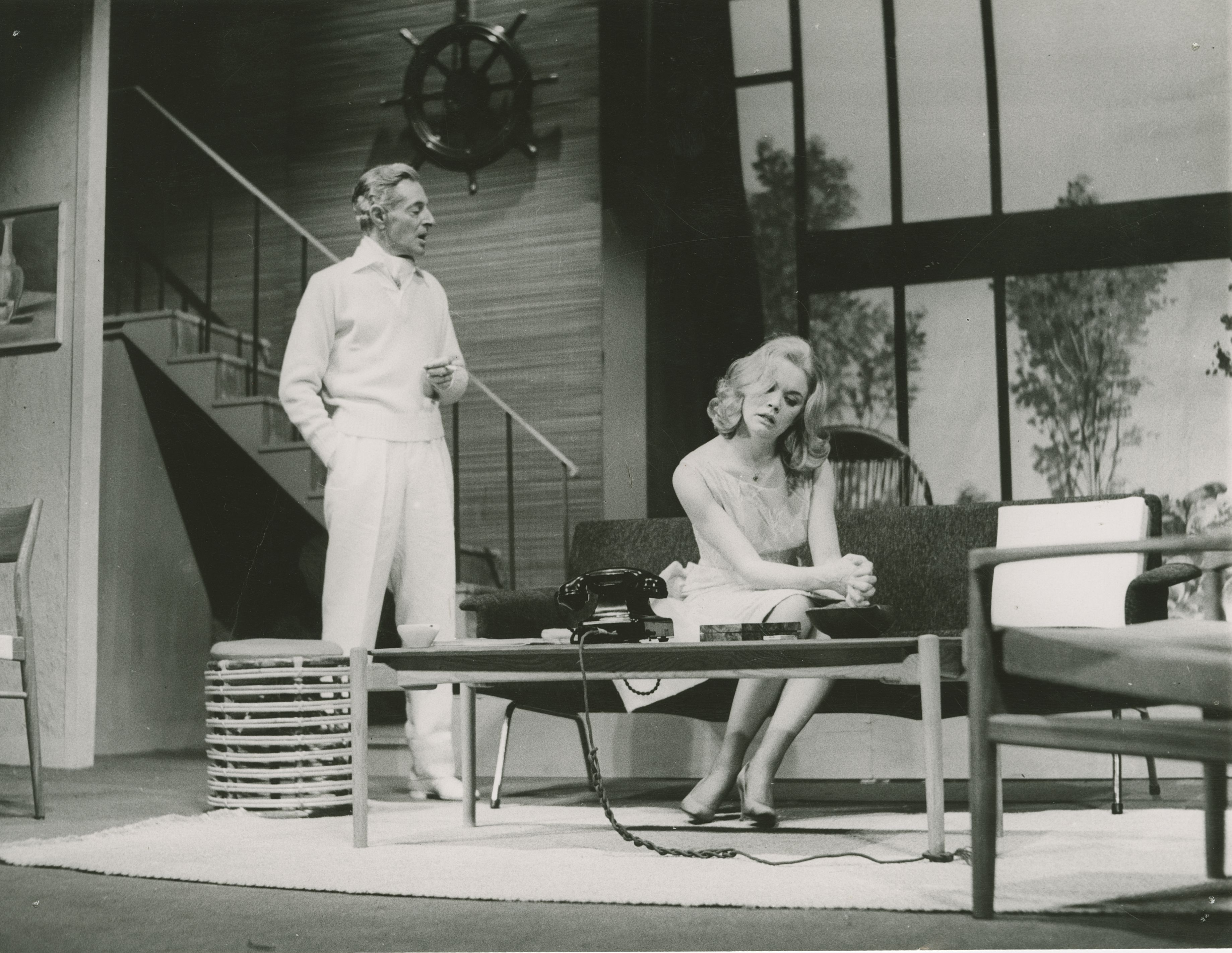
Tino Bianchi e Valeria Moriconi durante la rappresentazione della commedia Quando saremo giovani di Ferdinando Di Bagno, con la regia di Carlo Di Stefano. Roma, Teatro della Cometa, 1960. Archivio storico del Touring Club Italiano.

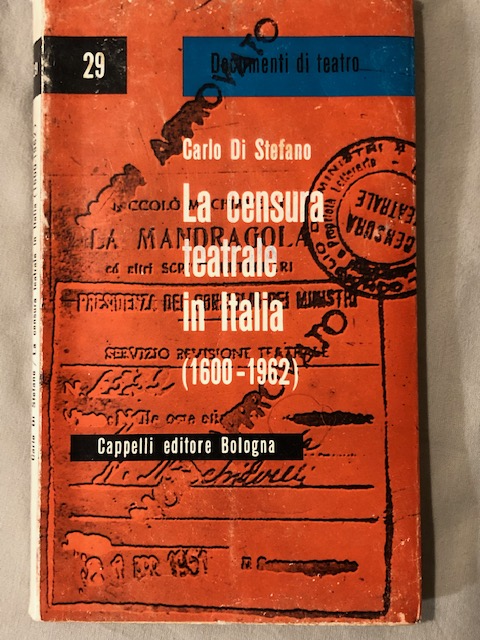
Il libro La censura teatrale in Italia dal 1600 al 1962, pubblicato nel 1964

Fu regista e autore di testi per teatro, radio e televisione. Nella sua lunga attività, iniziata dopo la seconda guerra mondiale, lasciò un'impronta di grande professionalità, evidente in una moltitudine di lavori firmati per la televisione e andati avanti fino alla fine degli anni settanta.
Diresse alcune compagnie di prosa. Fondatore insieme ad Enzo Garinei e Sergio Gargiullo del C.U.T (Centro Universitario Teatrale di Roma), lo diresse dal 1945 fino al 1949. Il C.U.T ebbe tra i suoi attori anche Marcello Mastroianni, che venne notato da un collaboratore di Luchino Visconti durante una rappresentazione del Centro. Dal 1945 si occupò di decine di opere teatrali tra le quali numerose novità. Per la radio curò testi e regia de La piccola storia dell'avanspettacolo, originale lavoro andato in onda in 15 puntate nel 1976, dove, divisi per argomenti, venivano presentati i protagonisti e le varie tipologie artistiche che caratterizzavano il varietà e l'avanspettacolo. Sempre per la radio lavorò, negli anni settanta, alla riduzione teatrale di opere di grandi autori: il programma si intitolava Una commedia in trenta minuti, lavori che, oltre a rendere in un tempo ristretto lo spirito della rappresentazione, realizzavano lo scopo divulgativo della produzione artistica di tanti autori di vaglia. Nelle sue regie diresse molti attori teatrali famosi di quegli anni, come Paolo Stoppa, Rina Morelli, Franco Volpi, Sergio Tofano, Gianrico Tedeschi, Alberto Lupo, Valeria Valeri, Paolo Poli, Paolo Ferrari, Antonella Steni.
Intervenne inoltre con scritti e saggi su numerosi quotidiani e su riviste di cultura specializzate dello spettacolo, tra cui un saggio su Cechov (premio Società 1954) e un'antologia sul teatro rumeno (in collaborazione con Giuseppe Petronio) edito da Parenti nel 1960. Altri suoi articoli apparvero sulla rivista "Sipario" e su "Teatro scenario rassegna quindicinale degli spettacoli", a cura dell'Istituto del dramma italiano. Nel 1964 pubblicò con l’editore Cappelli un saggio, La censura teatrale in Italia dal 1600 al 1962, che mantiene ancora oggi la sua validità.
Come autore di opere teatrali rappresentate, si ricordano Scene di carnevale, scritta con Aldo Trifiletti e rappresentata al Festival delle novità - Roma 1958 e L’onorevole Zizì, elaborata anch'essa con Trifiletti e andata in scena nel 1962 al Teatro delle Muse di Roma. E ancora: Impegno di vivere, 3 atti, vincitore del premio Riccione 1957, Giornalisti, dramma in due tempi e premio Vallecorsi 1961, Luci in sala (1960), Un uomo d’ordine, dramma in due tempi (1965), nonché il radiodramma Rai del 1966 I treni che vedevo passare.

## Televisione[6]
- I diritti dell'anima di Giuseppe Giacosa, trasmessa il 17 gennaio 1963.
- La signorina Chimera di Piero Mazzolotti, trasmessa il 16 agosto 1963.
- Il grillo del focolare di Anna Maria Romagnoli, trasmessa il 24 dicembre 1963.
- Ben tornato di Dino Falconi, trasmesso il 2 giugno 1964.
- Martina di Jean Jacques Bernard, trasmessa il 3 giugno 1964.
- I proverbi di tutti di Vittorio Metz, 10 puntate, trasmesse dal 21 giugno al 30 agosto 1964.
- L'appalto di Gianni Balzarini, trasmesso il 15 settembre 1964.
- Gli occhi consacrati di Roberto Bracco, trasmesso il 2 luglio 1965.
- Il perfetto amore di Roberto Bracco, trasmesso il 2 luglio 1965.
- Il gioco delle vacanze di Mihail Sebastian, trasmesso il 13 agosto 1965.
- Il ventaglio di Lady Windermere di Oscar Wilde, trasmesso il 17 giugno 1966.
- I milioni dello zio Peteroff di Pedro Muñoz Seca e Enrique García Álvarez, trasmesso il 31 agosto 1965.
- Il fischietto d'argento di Robert E. McEnroe, trasmesso il 20 gennaio 1967.
- Il sottotenente Tenente di Pierre Gripari, trasmesso il 31 maggio 1967.
- Ultima edizione di Mihail Sebastian, trasmesso il 28 giugno 1967.
- I principi di papà di Edmond Gondinet, trasmesso il 14 luglio 1967.
- L'eredità di Henry G. Harris, trasmessa il 3 ottobre 1967.
- I tre doni di Raoul Maria De Angelis, trasmesso il 26 dicembre 1967.
- Una sera con Caragiale di Carlo Di Stefano e Aldo Trifiletti, trasmesso l'8 febbraio 1968.
- Il ragazzo e il cavallo di Alfio Valdarnini, trasmesso il 12 marzo 1969.
- Il treno di Davide Turner, trasmesso il 26 marzo 1969.
- La casa in ordine di Arthur Wing Pinero, trasmesso il 21 maggio 1968.
- Lucrezia Borgia di Domenico Prodo, trasmesso il 9 giugno 1968.
- Chi non prova non crede di Tebaldo Checchi, trasmesso il 9 giugno 1968.
- Casa disabitata di Giovanni Giraud, trasmesso il 9 giugno 1968.
- Una notte piovosa di Agostino Nardi, trasmesso il 9 giugno 1968.
- Il valzer del defunto signor Giobatta di Ermanno Carsana, trasmesso l'8 agosto 1969.
- Esercito per cinque dita di Peter Shaffer (1969)
- Annie e il suo ladro di Anna Maria Romagnoli, trasmessa l'11 febbraio 1970.
- Quadriglia di Noël Coward, trasmessa il 27 ottobre 1970.
- Pensaci, Giacomino! di Luigi Pirandello, trasmesso il 15 gennaio 1973.
- L'estate dimenticata di Robert Philips, trasmesso il 16 marzo 1971.
- Assunta Spina di Salvatore Di Giacomo, trasmessa il 23 febbraio 1973.
- Un bambino per commissione di Tommaso Gherardi del Testa, trasmesso il 24 luglio 1973.
- Il più forte di Giuseppe Giacosa, trasmesso il 22 febbraio 1974.
- Civitoti in pretura di Nino Martoglio, trasmesso il 18 luglio 1974.
- Le Rozeno di Camillo Antona Traversi, trasmesso il 4 aprile 1975.
- Lo sa solo il pesce rosso di Jean Barbier e Dominique Nohain, trasmesso il 30 gennaio 1976.
- L'ospite inattesa di Richard Harris, trasmessa il 6 agosto 1976.

## Radio
- Il dente e Un magnate del teatro di Ring Lardner, 12 giugno 1965.
- Il sottotenente Tenente di Pierre Gripari, 23 luglio 1965.
- Giuochi per Leda di Cesare Meano, 10 agosto 1965.
- Le sorelle Materassi di Aldo Palazzeschi, 7 puntate, dal 22 novembre al 13 dicembre 1965.[7]
- I treni che vedevo passare di Carlo Di Stefano, 5 febbraio 1966.
- Il mantello di Dino Buzzati, 25 marzo 1966.
- I dadi e l'archibugio di Alfredo Balducci, 2 agosto 1966.
- Naturalezza di Jacinto Benavente, 9 agosto 1966.
- Orbite di Diego Fabbri, 4 ottobre 1966.
- La scelta di Hobson di Harold Brighouse, 13 dicembre 1966.
- Knock, ovvero il trionfo della medicina di Jules Romains, 21 febbraio 1967.
- Margherita Pusterla di Cesare Cantù, 15 puntate, dal 7 al 25 agosto 1967.
- Il cavaliere di Lagardère di Paul Féval, 15 puntate, dal 18 settembre al 6 ottobre 1967.
- Piccolo proprietario terriero di Ercole Patti, 13 marzo 1968.
- Piccolo amore invernale di Alun Owen, 19 marzo 1968.
- Il corvo di Alfonso Sastre, 1º maggio 1968.
- L'emigrato di Brisbane di Georges Schehadé, 17 giugno 1968.
- La signorina Mignon di Honoré de Balzac, 18 puntate, dal 5 al 26 agosto 1968.
- I provinciali di August von Kotzebue, 23 ottobre 1968.
- Noi quattro uniti di Muriel Spark, 27 ottobre 1968.
- Fragilità di Achille Torelli, 11 dicembre 1968.
- Scherzo? Satira? Ironia? di Christian Dietrich Grabbe, 15 febbraio 1969.
- L'intenzione violetta di Gabriele Baldini, 1º giugno 1969.
- Pamela di Samuel Richardson, 15 puntate, dal 23 giugno all'11 luglio 1969.
- L'estate in città di Irina Grekova, 17 settembre 1969.
- L'uomo alla moda di George Etherege, 15 ottobre 1969.
- La grande rabbia di Philip Hotz di Max Frisch, 20 dicembre 1969.
- L'illusione di Federico De Roberto, 6 puntate, dal 9 maggio al 13 giugno 1970.
- Lettere d'amore di Gherardo Gherardi, 30 ottobre 1970.
- L'elicottero di Giovanni Guaita, 28 novembre 1970.
- Settembre 1920: L'occupazione delle fabbriche di Massimo Sani, 8 marzo 1971.
- Il Cristo di José Martín Recuerda, 7 aprile 1971.
- Mitì di Virgilio Brocchi, 12 puntate, dal 7 al 23 giugno 1971.
- Svegliati e canta di Clifford Odets, 10 giugno 1971.
- La prediletta signora di Gabriella Leto, 4 luglio 1971.
- Il buffone di Nora Finzi, 9 luglio 1971.
- Storia di un’amicizia: Giacomo Leopardi e Alessandro Poerio di Vittorio Quintarelli, 6 agosto 1971.
- Soldati di Jakob Michael Reinhold Lenz, 7 agosto 1971.
- Ezra Pound e quelli del 1914 di Romano Costa, 4 febbraio 1972.
- Un Tolstoi sconosciuto di Silvio Bernardini, 26 marzo 1972.
- L'uomo dal mantello rosso di Charles Nodier, 10 puntate, dal 15 al 26 maggio 1972.
- Franz Werfel: un amico del mondo di Mario Devena, 28 maggio 1972.
- La crociata della temperanza di Carlo Di Stefano, 9 luglio 1972.
- Cosa cerchi? di Nikolaj Maksimovič Minskij, 15 luglio 1972.
- Sei domeniche di gennaio di Arnold Wesker, 21 ottobre 1972.
- Veglia di Roberto Zerboni, 8 novembre 1972.
- La grande e la piccola morte di Elena Bono, 21 aprile 1973.
- L'ombra che cammina di Gino Magazù, 15 puntate, dall’11 al 29 giugno 1973.
- Il fuoco dei Marziani di Raoul Maria De Angelis, 1º agosto 1973.
- Il monologo espressionista di Edoardo Bruno, 24 marzo 1974.
- Nicola e Alessandra: l’epilogo dell’autocrazia zarista di Giuseppe D'Avino, 5 maggio 1974.
- Temporale di August Strindberg, 14 maggio 1974.
- Il re di Giorgio Prosperi, 4 giugno 1974.
- Mogli e figlie di Elizabeth Gaskell, 15 puntate, dal 10 al 28 giugno 1974.
- Ravachol e compagni di Giuseppe Lazzari, 4 agosto 1974.
- L’eredità di Lidija Nikolaevna Sejfullina, 23 ottobre 1976.
- Romantico trio di Diego Fabbri, 20 puntate, dall’8 novembre al 3 dicembre 1976.
- Il sorriso degli dei di Ryūnosuke Akutagawa, 20 novembre 1976.

## Opere letterarie

### Saggi
- Censura teatrale in Italia (1600-1962), Cappelli, 1964.